# Caleb Jones
Pour les articles homonymes, voir Jones.
Caleb Jones (né le 6 juin 1997 à Arlington dans l'État du Texas aux États-Unis) est un joueur professionnel américain de hockey sur glace. Il évolue au poste de défenseur. 

## Biographie

### Carrière en club
À la fin de sa première saison avec les Winterhawks de Portland en 2015-2016, il est rappelé par les Condors de Bakersfield dans la LAH et prend part à ses trois premiers matchs chez les professionnels. La saison suivante, il retourne avec Portland pour une 2e année consécutive. En 2017-2018, il dispute sa première saison complète avec Bakersfield. Il revient avec les Condors en 2018-2019 et est rappelé par les Oilers, le 12 décembre 2018, pour remplacer Oscar Klefbom à la suite d'une blessure. Il fait ses débuts dans la LNH, le 14 décembre, face aux Flyers de Philadelphie.   
Le 12 juillet 2021, il est échangé aux Blackhawks de Chicago avec un choix conditionnel de 3e ronde en 2022 en retour de Duncan Keith et de Tim Söderlund.
Le 10 octobre 2023, l'Avalanche du Colorado échange Caleb Jones aux Hurricanes de la Caroline en retour de Callahan Burke.

### Carrière internationale
Il représente les États-Unis au niveau international. Il prend part aux sélections jeunes.

### Vie privée
Il est le fils de Popeye Jones et le frère cadet de Seth Jones. 

## Statistiques

### En club
| Saison     | Équipe                  | Ligue      |     | Saison régulière | Saison régulière | Saison régulière | Saison régulière | Saison régulière |   | Séries éliminatoires | Séries éliminatoires | Séries éliminatoires | Séries éliminatoires | Séries éliminatoires |
| Saison     | Équipe                  | Ligue      | PJ  | B                | A                | Pts              | Pun              | PJ               | B | A                    | Pts                  | Pun                  |                      |                      |
| 2013-2014  | USNTDP                  | USHL       | 33  | 0                | 7                | 7                | 54               | -                | - | -                    | -                    | -                    |                      |                      |
| 2014-2015  | USNTDP                  | USHL       | 25  | 2                | 6                | 8                | 28               | -                | - | -                    | -                    | -                    |                      |                      |
| 2015-2016  | Winterhawks de Portland | LHOu       | 72  | 10               | 45               | 55               | 64               | 4                | 0 | 2                    | 2                    | 6                    |                      |                      |
| 2015-2016  | Condors de Bakersfield  | LAH        | 3   | 0                | 0                | 0                | 2                | -                | - | -                    | -                    | -                    |                      |                      |
| 2016-2017  | Winterhawks de Portland | LHOu       | 63  | 9                | 53               | 62               | 54               | 11               | 2 | 8                    | 10                   | 28                   |                      |                      |
| 2017-2018  | Condors de Bakersfield  | LAH        | 58  | 2                | 15               | 17               | 43               | -                | - | -                    | -                    | -                    |                      |                      |
| 2018-2019  | Condors de Bakersfield  | LAH        | 50  | 6                | 23               | 29               | 28               | 10               | 0 | 3                    | 3                    | 6                    |                      |                      |
| 2018-2019  | Oilers d'Edmonton       | LNH        | 17  | 1                | 5                | 6                | 6                | -                | - | -                    | -                    | -                    |                      |                      |
| 2019-2020  | Condors de Bakersfield  | LAH        | 14  | 3                | 8                | 11               | 4                | -                | - | -                    | -                    | -                    |                      |                      |
| 2019-2020  | Oilers d'Edmonton       | LNH        | 43  | 4                | 5                | 9                | 10               | 2                | 0 | 0                    | 0                    | 0                    |                      |                      |
| 2020-2021  | Oilers d'Edmonton       | LNH        | 33  | 0                | 4                | 4                | 6                | -                | - | -                    | -                    | -                    |                      |                      |
| 2021-2022  | Blackhawks de Chicago   | LNH        | 51  | 5                | 10               | 15               | 18               | -                | - | -                    | -                    | -                    |                      |                      |
| 2022-2023  | Blackhawks de Chicago   | LNH        | 73  | 4                | 12               | 16               | 40               | -                | - | -                    | -                    | -                    |                      |                      |
| 2023-2024  | Eagles du Colorado      | LAH        | 12  | 0                | 6                | 6                | 8                | -                | - | -                    | -                    | -                    |                      |                      |
| 2023-2024  | Avalanche du Colorado   | LNH        | 12  | 0                | 2                | 2                | 6                | -                | - | -                    | -                    | -                    |                      |                      |
| Totaux LNH | Totaux LNH              | Totaux LNH | 229 | 14               | 38               | 52               | 86               | 2                | 0 | 0                    | 0                    | 0                    |                      |                      |

### En équipe nationale
| Année | Compétition                  |   | PJ | B | A | Pts | Pun           |  | Résultat |
| 2014  | Défi mondial -17 ans         | 6 | 0  | 3 | 3 | 4   | Médaille d'or |  |          |
| 2015  | Championnat du monde -18 ans | 7 | 0  | 5 | 5 | 0   | Médaille d'or |  |          |
| 2017  | Championnat du monde junior  | 7 | 0  | 2 | 2 | 2   | Médaille d'or |  |          |